# الدار کورتانیدزه
الدار «لوکا» کورتانیدزه (به گرجی: ელდარ [ლუკა] კურტანიძე) (زادهٔ ۱۶ آوریل ۱۹۷۲) کشتی‌گیر بازنشسته و فعال سیاسی و مدیر ورزشی گرجی است. وی از دسامبر سال ۲۰۱۲ تا دسامبر ۲۰۱۴ رئیس فدراسیون کشتی گرجستان بوده و از ژانویهٔ ۲۰۱۳ رئیس تربیت بدنی دانشکدهٔ پلیس گرجستان است. او همچنین از سال ۲۰۱۱ وارد عرصهٔ سیاست شده و به عنوان یکی از اعضای حزب رؤیای گرجستان فعالیت می‌کند.
کورتانیدزه در دوران حضور در دستهٔ سنگین‌وزن کشتی آزاد برای تیم ملی گرجستان، دو مدال برنز بازی‌های المپیک ۱۹۹۶ آتلانتا و ۲۰۰۰ سیدنی و نیز دو مدال طلا، دو نقره و یک برنز مسابقات قهرمانی کشتی جهان را در ۱۹۹۳، ۱۹۹۷، ۲۰۰۲، ۲۰۰۳ و ۲۰۰۵ کسب کرد. او همچنین قهرمان پنج‌گانهٔ مسابقات قهرمانی کشتی اروپا است. هر دو قهرمانی جهان کورتانیدزه در ۲۰۰۲ تهران و ۲۰۰۳ نيويورک با پیروزی بر علیرضا حیدری در فینال صورت گرفت. او در بازی‌های المپیک ۲۰۰۰ سیدنی نیز موفق شده بود با پیروزی بر حیدری به مدال برنز دست یابد اما در چهارمین جدال آن‌ها بلاخره در المپیک ۲۰۰۴ آتن، او از حیدری شکست خورد و از کسب مدال بازماند. کورتانیدزه یک سال بعد در سن ۳۳ سالگی در قهرمانی جهان ۲۰۰۵ بوداپست شرکت کرد و نایب‌قهرمان شد.
کورتانیدزه از سال ۲۰۱۱ در صحنهٔ سیاست گرجستان وارد عمل شد. از جمله در اعتراضات علیه حکومت رئیس‌جمهور میخیل ساآکاشویلی، به عنوان متحد رهبر مخالفان نینو بورجانادزه شرکت نمود.